# 외르주의 캉통
프랑스 외르주에는 총 23개의 캉통이 속해 있다. 2015년 3월 행정구역 총개편으로 인해 현재는 다음과 같이 설치되어 있다.
- 레장델리
- 베르네
- 뵈즈빌
- 부르가샤르
- 부르테롤드앵프르빌
- 브르퇴이
- 브리온
- 콩슈장우슈
- 에브뢰 1
- 에브뢰 2
- 에브뢰 3
- 겔롱
- 기소르
- 루비에
- 르뇌부르
- 파시쉬르외르
- 퐁토데메르
- 퐁드라르슈
- 로밀리쉬르앙델
- 생탕드레드뢰르
- 발드뢰이
- 베르뇌이쉬르아브르
- 베르농